# Бикин (река)
Бики́н (Бики; удэг. Бики) — река на Дальнем Востоке России в Приморском и Хабаровском краях, правый приток Уссури. Длина реки — 560 км, площадь бассейна — 22,3 тыс. км², общее падение реки — 1334 м, средний уклон — 2,4 ‰. Средний расход воды у станции Звеньевая — 247 м³/с.

## Течение

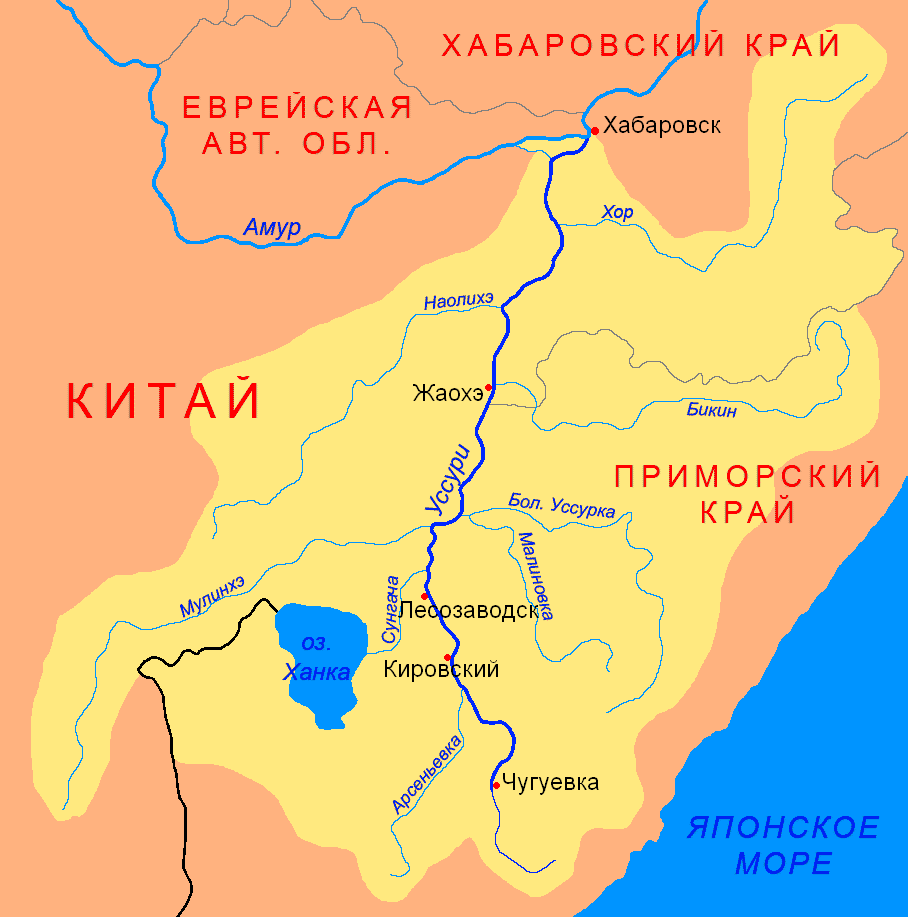
Бассейн Уссури

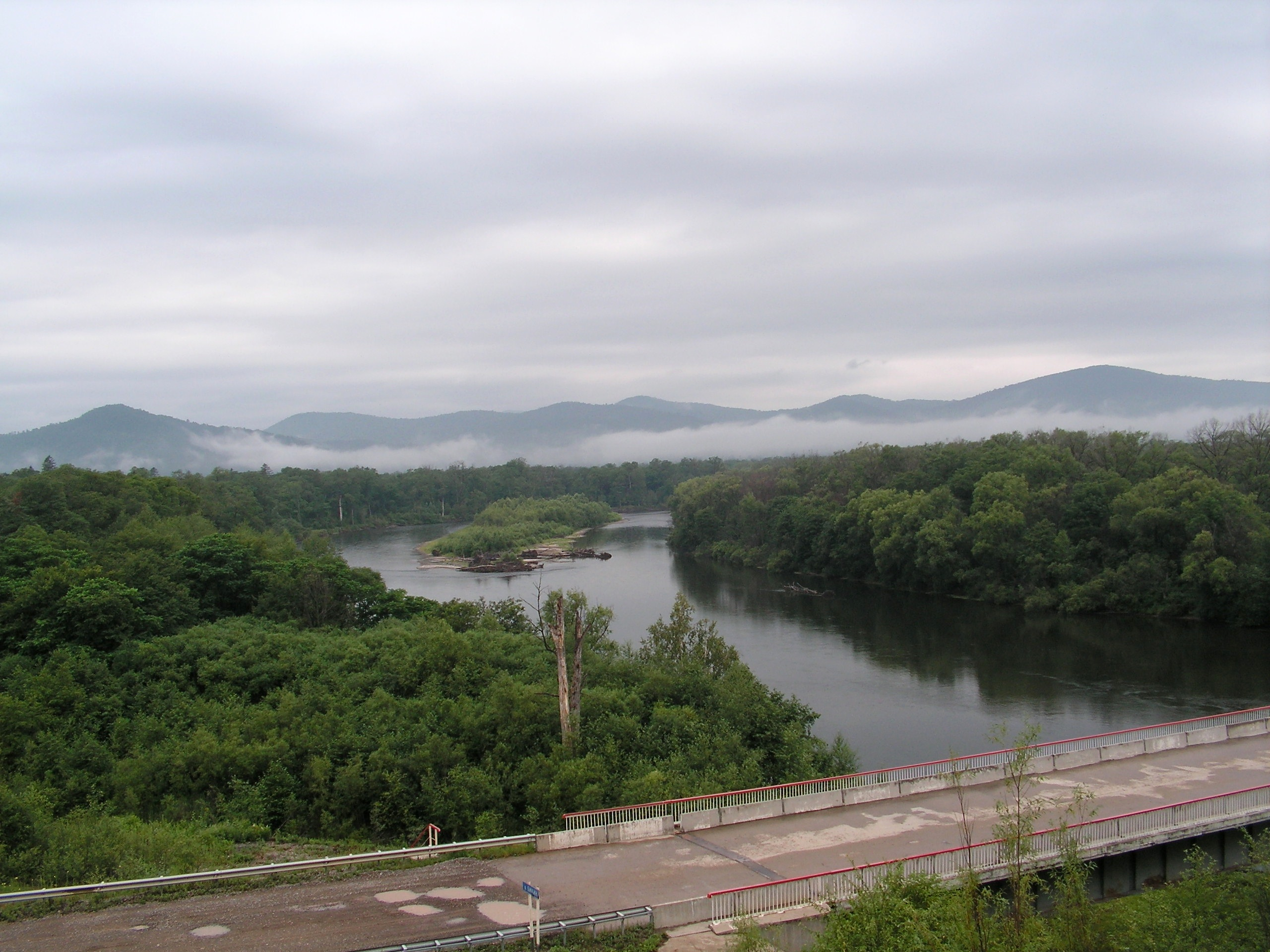
Река Бикин в районе автомобильного моста на трассе «Восток», Приморский край

Берёт начало на северных склонах хребта Каменного в центральной части Сихотэ-Алиня. В верховьях течёт в северном направлении, после впадения реки Левый Бикин поворачивает на восток, после впадения реки Малый Бикин течёт в южном направлении, до впадения реки Зевы меняет направление на западное, после впадения реки Сахалинки течёт на северо-запад. В 20 километрах от устья стоит город Бикин. У села Васильевка впадает в реку Уссури справа, на 214 км от её устья.
Национальный парк Бикин в 2018 году внесён в Список Всемирного наследия ЮНЕСКО.

## Коренные народы
Исторически берега Бикина были заселены удэгейцами. «Бикин» с удэгейского означает «река, текущая между гор, богатая рыбой, а прибрежные горы — зверем». Есть и другая версия — «Бикин — это старший брат, а многочисленные притоки — это сёстры». В среднем течении реки расположено национальное село Красный Яр, населённое представителями этой народности.

## Притоки
(расстояния от устья)
- 52 км: река Алчан (пр)
- 145 км: река Змеиная (до 1972 года Канихеза или Бикинская Ханихеза или Ханихецза) (лв)
- 230 км: река Тахало (пр)
- 371 км: река Ключевая (до 1972 года Бачелаза) (пр)
- 375 км: река Террасная (до 1972 года Хандагоу) (лв)
- 391 км: река Светловодная (до 1972 года Улунга) (лв)
- 422 км: река Зева (лв)

Основные притоки Бикина: Алчан, Ключевая, Зева.

## Природа

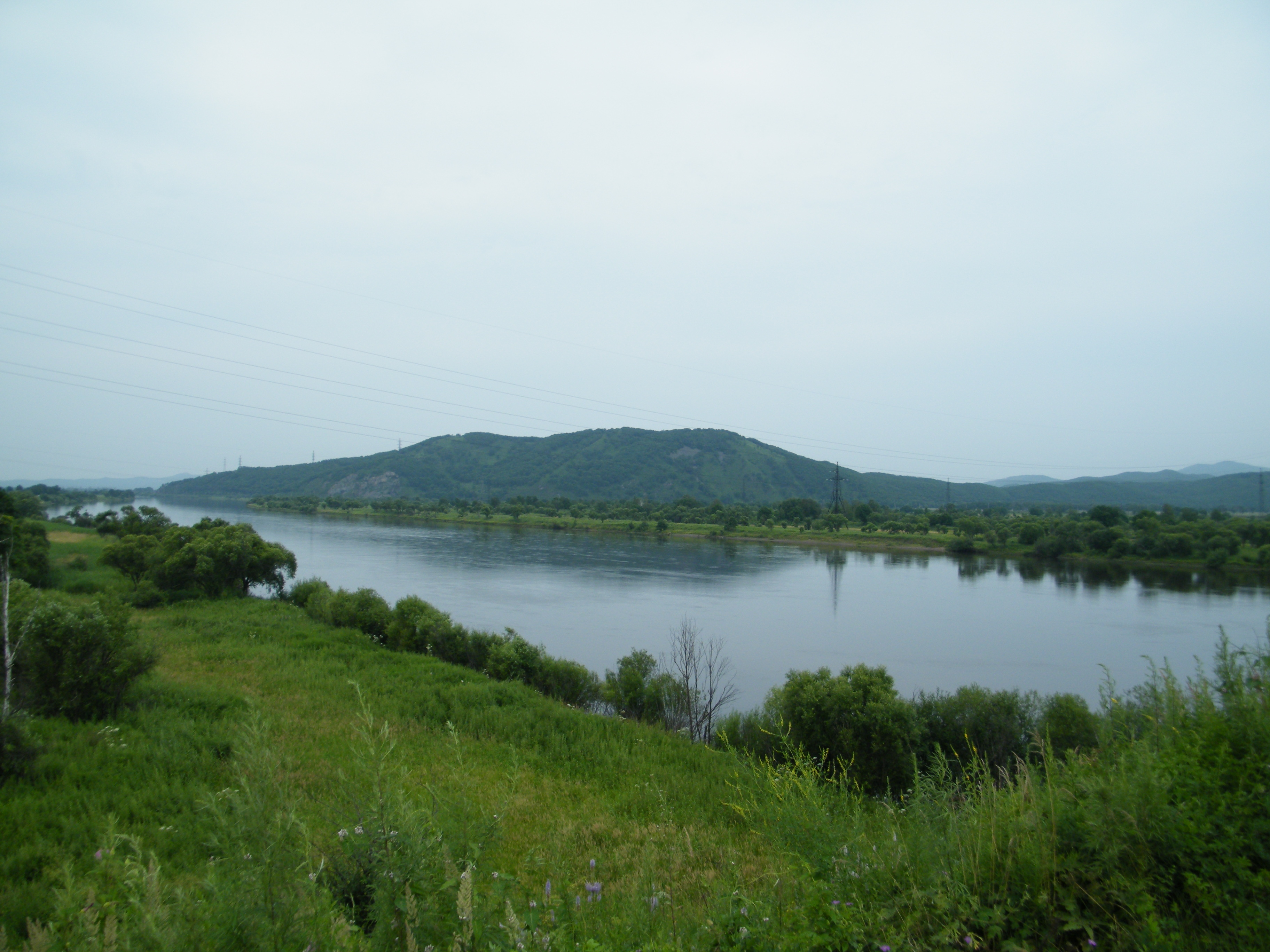
Река Бикин в районе автомобильного моста на трассе «Уссури», Хабаровский край

В нижней и средней частях долины реки — обширные торфяные болота с лиственничниками — «мари», которые являются местом гнездования чёрного журавля (20—26 пар). В этом же районе гнездятся: японский журавль, черноклювый аист, чёрный аист, чешуйчатый крохаль (25 пар) и мандаринка. Кроме того по берегам реки встречаются уникальные и редкие животные, такие как эндемик рыбный филин, амурский тигр, раньше встречался дальневосточный леопард. Флора бассейна реки также включает в себя множество уникальных видов, такие как женьшень, элеутерококк, аралия, эвриала устрашающая, бразения и другие.
Лесной участок в нижнем течении Бикина площадью свыше 4 тыс. км² является крупнейшим в мире нетронутым массивом кедрово-широколиственных лесов и единственным естественным коридором, по которому происходит соприкосновение российской и китайской популяций амурского тигра. Данный лесной массив в 1993 году был объявлен территорией традиционного природопользования, а в июне 2009 года передан в аренду общине коренных малочисленных народов (удэгейцев) для заготовки кедрового ореха. Также, в составе природного объекта «Долина реки Бикин», на основании заявки правительства РФ 19 ноября 2010 года, он был внесён в предварительный список Всемирного природного наследия ЮНЕСКО. Несмотря на это в мае 2011 года управление лесного хозяйства Приморского края передало указанный лесной массив в аренду лесопромышленной компании ЗАО «Лес экспорт» для вырубки леса, используемого при производстве паркета. Данное решение вызвало критику со стороны природоохранных организаций и позже было отменено. В 2018 году долина реки Бикин была включена в список Всемирного наследия под номером 766.

### Ихтиофауна
Бикин по справедливости считается одной из самых рыбных рек в крае. В нём во множестве водятся: вверху — хариус и ленок, по протокам в тинистых водах — сазан, налим и щука, а внизу, ближе к устью, — таймень и сом.
Кета подымается почти до самых истоков.
— Арсеньев В. К. «В дебрях Уссурийского края»

## Населённые пункты в долине реки Бикин
Сверху вниз, по течению реки:
- Приморский край, Пожарский район: Охотничий (на реке Светловодная, в 3 км до Бикина), Соболиный, Ясеневый, Красный Яр, Олон, Стрельниково (на реке Змеиная, в 6 км до Бикина), Верхний Перевал, Бурлит (на реке Бурлитовка, в 4 км до Бикина), Алчан;
- Хабаровский край, Бикинский район: Лесопильное, Оренбургское, Бикин, Васильевка.

## Водный туризм
Река считается сложной для сплава из-за большого количества заломов. Сплав обычно начинается с верховьев реки Зева, куда можно добраться по автодороге через пос. Светлая Тернейского района Приморского края. Расход воды в Бикине позволяет начинать сплав от устья реки Ада, но этот маршрут практически не используется из-за сложности заброски и глухих заломов, среди которых особо выделяется залом в районе устья реки Плотникова. Здесь река практически пропадает, растекаясь по пойменному лесу небольшими ручьями, пропадающими в завалах и буреломе. Даже в среднем течении Бикин, становясь большой полноводной рекой, местами превращается в сеть небольших заваленных топляком и брёвнами проток.

## Данные водного реестра
По данным государственного водного реестра России и геоинформационной системы водохозяйственного районирования территории РФ, подготовленной Федеральным агентством водных ресурсов: бассейновый округ — Амурский; речной бассейн — Амур; речной подбассейн — Уссури (российская часть бассейна); водохозяйственный участок — Бикин.
Код ГВР — 20030700412118100058636.